# تريفلوريدين/تيبيراسيل
تريفلوريدين/تيبيراسيل(Trifluridine/tipiracil )، الذي يُباع تحت الإسم التجاري لونسورڤ(Lonsurf )، هو دواء مركب يستخدم لعلاج سرطان القولون و المستقيم أو سرطان المعدة، وذلك خاصة أولئك الذين فشلت العلاجات الأخرى لديهم. و يؤخذ عن طريق الفم.
الآثار الجانبية الأكثر شيوعًا للعقار هي: قلة العدلات و التعب و الغثيان و الحمى و فقدان الشعر و انخفاض خلايا الدم الحمراء.  و تشمل الآثار الجانبية الخطيرة الأخرى على الإسهال كذلك. أما استخدامه أثناء فترة الحمل قد يضر الجنين. و هو عبارة عن مزيج من ثلاثي فلوريدين، و هو نظير نيوكليوسيد ، و تيبيراسيل [الإنجليزية] كذلك، و مانع فسفوريلاز ثيميدين [الإنجليزية]. حيث يمنع تيبيراسيل تحلل ثلاثي فلوريدين، و بالتالي يزيد من مستواه.
تمت الموافقة على التريفلوريدين/التيبيراسيل للاستخدام الطبي في الولايات المتحدة في عام 2015 و أوروبا في عام 2016. ففي المملكة المتحدة كلفت 20 حبة من 20 ملغ تريفلوريدين هيئة الخدمات الصحية الوطنية 2000 جنيه إسترليني اعتبارًا من عام 2021. و يكلف هذا المقدار في الولايات المتحدة حوالي 5000 دولار أمريكي.